# Meoneura granadensis
Meoneura granadensis är en tvåvingeart som beskrevs av Lyneborg 1969. Meoneura granadensis ingår i släktet Meoneura och familjen kadaverflugor.
Artens utbredningsområde är Spanien. Inga underarter finns listade i Catalogue of Life.